# ロモノソフ

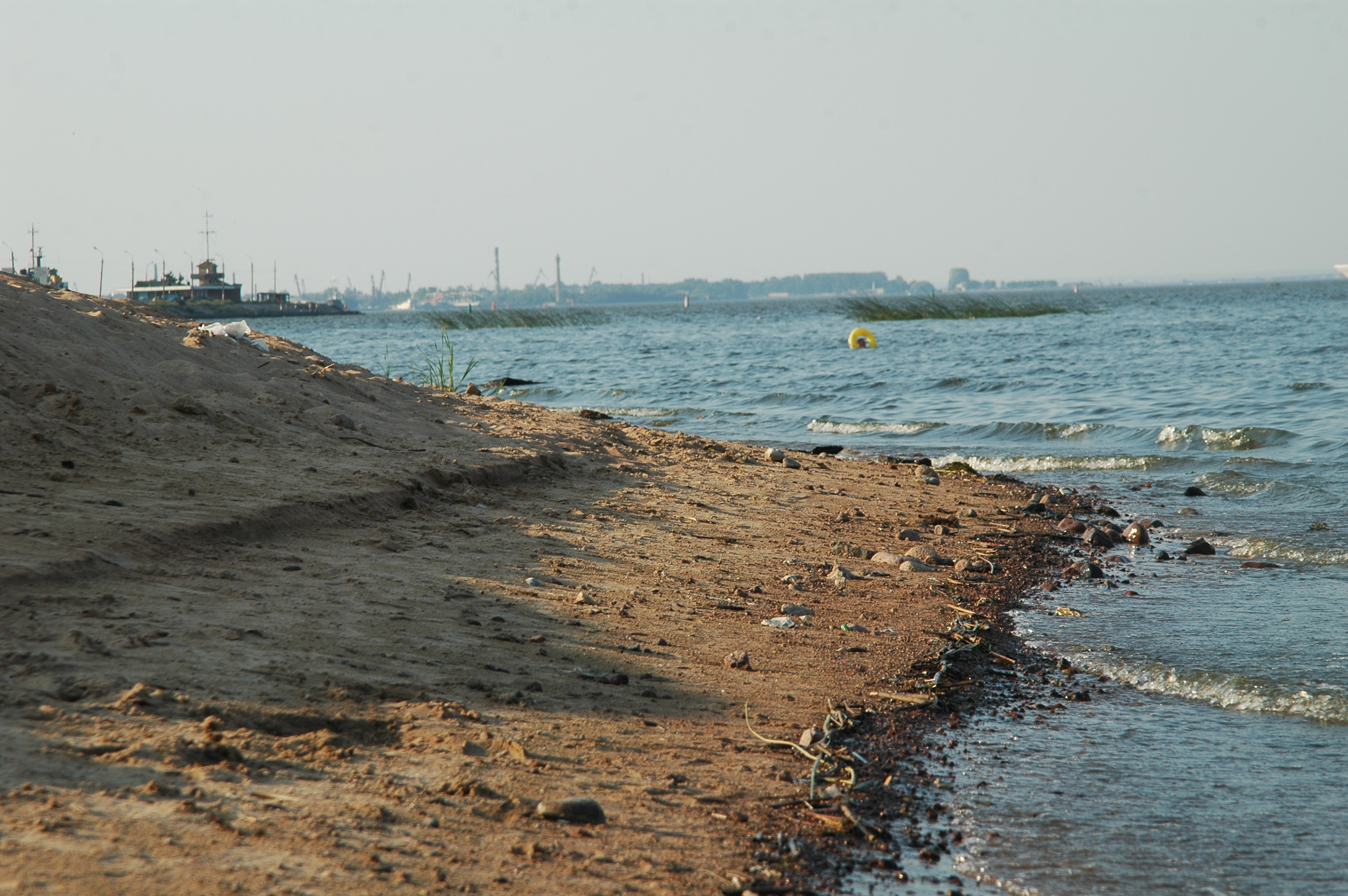
ロモノソフの海岸

ロモノソフの位置

ロモノソフ（Ломоносов, Lomonosov, ロモノーソフとも）はロシア連邦・レニングラード州の都市。人口は3万9147人（2021年）。サンクトペテルブルク都市圏に含まれる。
サンクトペテルブルク市街から西に39km、フィンランド湾の南岸に位置し、沖合いにはコトリン島のクロンシュタットを望む。以前はオラニエンバウム（Ораниенбаум, Oranienbaum, ドイツ語で「オレンジの木」の意）と呼ばれていた。これは、もともと帝室の宮殿に付属していた植物園を呼んだ名前であった。
1948年、科学者ミハイル・ロモノーソフに因んで、ロモノソフに改称。ミハイル・ロモノーソフは1754年にオラニエンバウム付近のウスチ・ルジツァ村にガラス工場を建設した。
1707年、ピョートル大帝は忠臣アレクサンドル・メンシコフに一帯の土地を与えた。メンシコフは、1710年から1727年にかけてここに大きな宮殿を建設した。メンシコフの死後、1743年にオラニエンバウムは皇太子ピョートル（後のピョートル3世）の避暑地となり、宮殿は建築家バルトロメオ・ラストレッリによって改修された。1762年には、エカチェリーナ2世が別荘を建設した。
オラニエンバウムは、作曲家イーゴリ・ストラヴィンスキーの生地である。

## 友好都市
- オーバーウルゼル （ドイツ）
- マリエハムン　（オーランド諸島）